# Fuente la Lancha
Fuente la Lancha – gmina w Hiszpanii, w prowincji Kordoba, w Andaluzji, o powierzchni 7,83 km². W 2011 roku gmina liczyła 369 mieszkańców.